# Moyenmoutier
Moyenmoutier est une commune française située dans le département des Vosges, en Lorraine, dans la région administrative Grand Est.
Ses habitants sont appelés les Médianimonastériens.

## Géographie

### Localisation

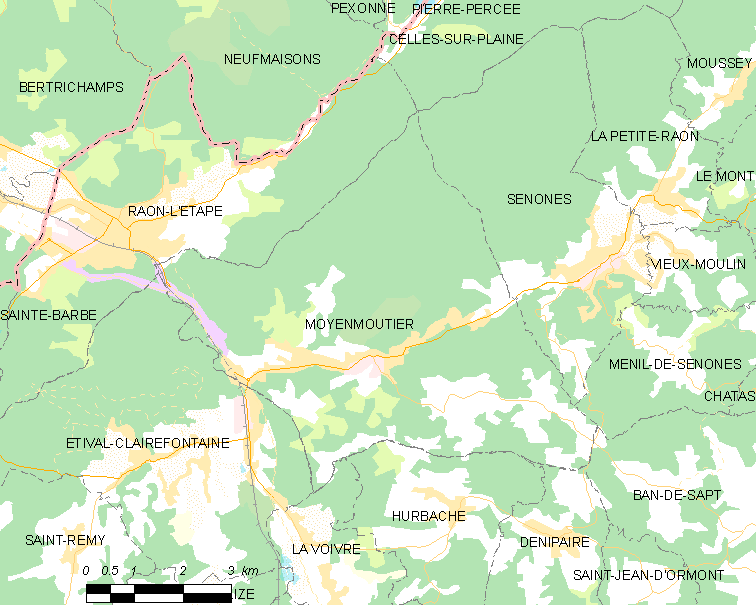
Situation géographique de Moyenmoutier.

L'agglomération principale (le Centre) occupe la partie basse de la vallée du Rabodeau et ses abords immédiats, à l'altitude moyenne de 320 m. Au cœur d'une agglomération l'associant à Étival-Clairefontaine, La Voivre, Vieux-Moulin, Senones et La Petite-Raon, la cité se situe à 17 km de Saint-Dié-des-Vosges, à 76 km de Nancy et à 85 km de Strasbourg par le col du Hantz (641 m).

Elle comprend plusieurs sections :
- le Centre
- le Rabodeau
- le Paire
- la Chapelle
- Saint-Prayel
- la Prelle
- les Voitines
- le Grand Himbaumont
- le Petit Himbaumont

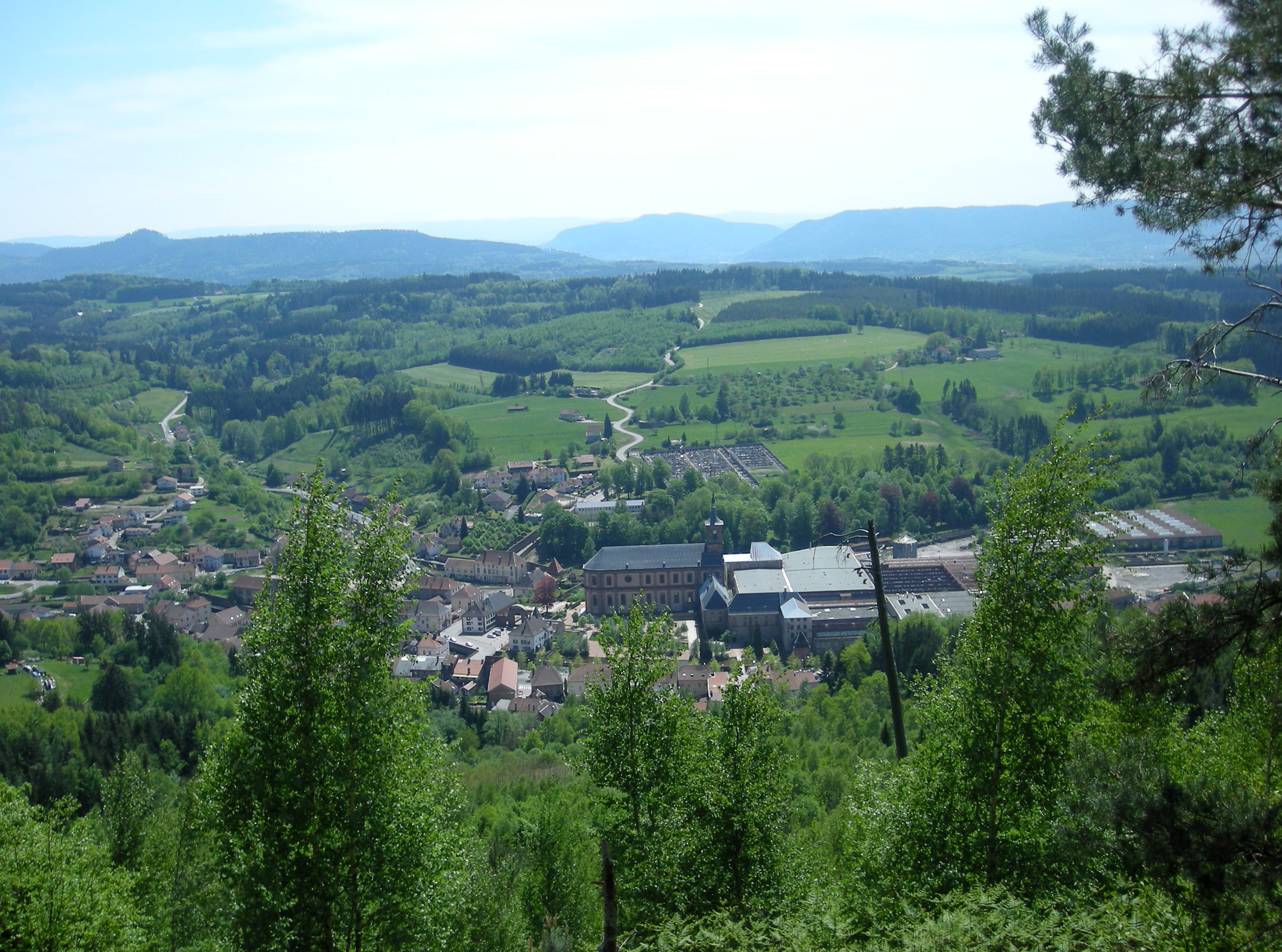
Vue sur Moyenmoutier.

- Saint-Blaise, dont les habitants sont les Bégoncellois

auxquelles sont également rattachés plusieurs écarts ou habitations isolées. On peut par exemple citer, les Azelis, le Cadran Bleu, les Quatre Chemins, la Bergerie, la Pépinière, les Baraques, le Pré de la Fosse, les Fossés...
Sur le territoire de la commune, le Rabodeau reçoit plusieurs petits affluents, dont le Ruisseau du Paire en rive gauche et celui de Ravines en rive droite, puis se jette dans la Meurthe en rive droite à hauteur de Saint-Blaise.

### Communes limitrophes
| Raon-l'Étape          | Raon-l'Étape       | Celles-sur-Plaine        |
| Étival-Clairefontaine | Moyenmoutier       | Senones Ménil-de-Senones |
| Étival-Clairefontaine | Hurbache Denipaire | Ban-de-Sapt              |

### Hydrographie et les eaux souterraines
Hydrogéologie et climatologie : Système d’information pour la gestion des eaux souterraines du bassin Rhin-Meuse :
Territoire communal : Occupation du sol (Corinne Land Cover); Cours d'eau (BD Carthage),
Géologie : Carte géologique; Coupes géologiques et techniques,
 Hydrogéologie : Masses d'eau souterraine; BD Lisa; Cartes piézométriques.
La commune est située dans le bassin versant du Rhin au sein du bassin Rhin-Meuse. Elle est drainée par la Meurthe, le Rabodeau, le ruisseau des Ravines, le ruisseau de Chevreusegoutte, le ruisseau de la Forain, le ruisseau de la Route Forestiere, le ruisseau de Mandois, le ruisseau de Moyenmoutier, le ruisseau des Grands Deves et le ruisseau le Tapageur,.
La Meurthe, d'une longueur totale de 160,6 km, prend sa source dans la commune du Valtin et se jette dans la Moselle à Pompey, après avoir traversé 53 communes.
Le Rabodeau, d'une longueur totale de 25,7 km, prend sa source dans la commune de Moussey et se jette dans la Meurthe sur le territoire communal, face à Étival-Clairefontaine, après avoir traversé quatre communes.
Le ruisseau des Ravines, d'une longueur totale de 10,6 km, prend sa source dans la commune de La Petite-Raon et se jette dans le Rabodeau sur la commune, après avoir traversé trois communes.

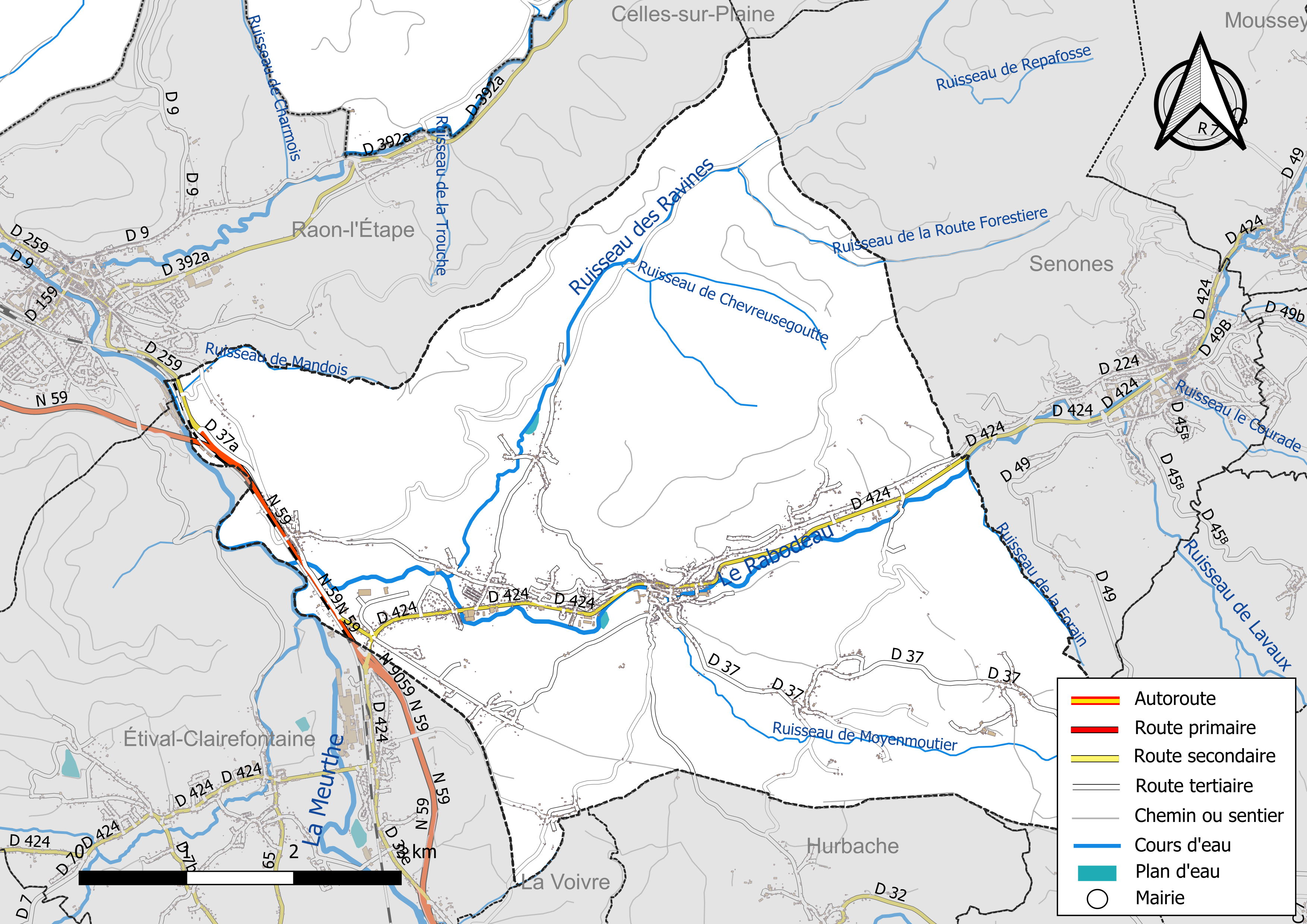
Réseaux hydrographique et routier de Moyenmoutier.

La qualité des eaux de baignade et des cours d’eau peut être consultée sur un site dédié géré par les agences de l’eau et l’Agence française pour la biodiversité.

### Climat
Pour des articles plus généraux, voir Climat du Grand Est et Climat des Vosges.
En 2010, le climat de la commune est de type climat de montagne, selon une étude du Centre national de la recherche scientifique s'appuyant sur une série de données couvrant la période 1971-2000. En 2020, Météo-France publie une typologie des climats de la France métropolitaine dans laquelle la commune est exposée à un climat semi-continental et est dans la région climatique  Vosges, caractérisée par une pluviométrie très élevée (1 500 à 2 000 mm/an) en toutes saisons et un hiver rude (moins de 1 °C). 
Pour la période 1971-2000, la température annuelle moyenne est de 9,5 °C, avec une amplitude thermique annuelle de 16,9 °C. Le cumul annuel moyen de précipitations est de 1 291 mm, avec 13,4 jours de précipitations en janvier et 10 jours en juillet. Pour la période 1991-2020, la température moyenne annuelle observée sur la station météorologique de Météo-France la plus proche, « Ban-de-Sapt », sur la commune de Ban-de-Sapt à 8 km à vol d'oiseau, est de 10,3 °C et le cumul annuel moyen de précipitations est de 1 027,3 mm. 
La température maximale relevée sur cette station est de 36,9 °C, atteinte le 7 août 2015 ; la température minimale est de −17 °C, atteinte le 19 décembre 2009,,. 
Les paramètres climatiques de la commune ont été estimés pour le milieu du siècle (2041-2070) selon différents scénarios d'émission de gaz à effet de serre à partir des nouvelles projections climatiques de référence DRIAS-2020. Ils sont consultables sur un site dédié publié par Météo-France en novembre 2022.

## Urbanisme

### Typologie
Au 1er janvier 2024, Moyenmoutier est catégorisée commune rurale à habitat dispersé, selon la nouvelle grille communale de densité à sept niveaux définie par l'Insee en 2022.
Elle appartient à l'unité urbaine de Moyenmoutier, une agglomération intra-départementale regroupant six  communes, dont elle est ville-centre,,. Par ailleurs la commune fait partie de l'aire d'attraction de Saint-Dié-des-Vosges, dont elle est une commune de la couronne,. Cette aire, qui regroupe 47 communes, est catégorisée dans les aires de 50 000 à moins de 200 000 habitants,.

### Occupation des sols
L'occupation des sols de la commune, telle qu'elle ressort de la base de données européenne d’occupation biophysique des sols Corine Land Cover (CLC), est marquée par l'importance des forêts et milieux semi-naturels (73 % en 2018), en diminution par rapport à 1990 (74,9 %). La répartition détaillée en 2018 est la suivante : 
forêts (73 %), prairies (19 %), zones urbanisées (5,1 %), zones industrielles ou commerciales et réseaux de communication (1,9 %), zones agricoles hétérogènes (0,7 %), mines, décharges et chantiers (0,3 %). L'évolution de l’occupation des sols de la commune et de ses infrastructures peut être observée sur les différentes représentations cartographiques du territoire : la carte de Cassini (XVIIIe siècle), la carte d'état-major (1820-1866) et les cartes ou photos aériennes de l'IGN pour la période actuelle (1950 à aujourd'hui).

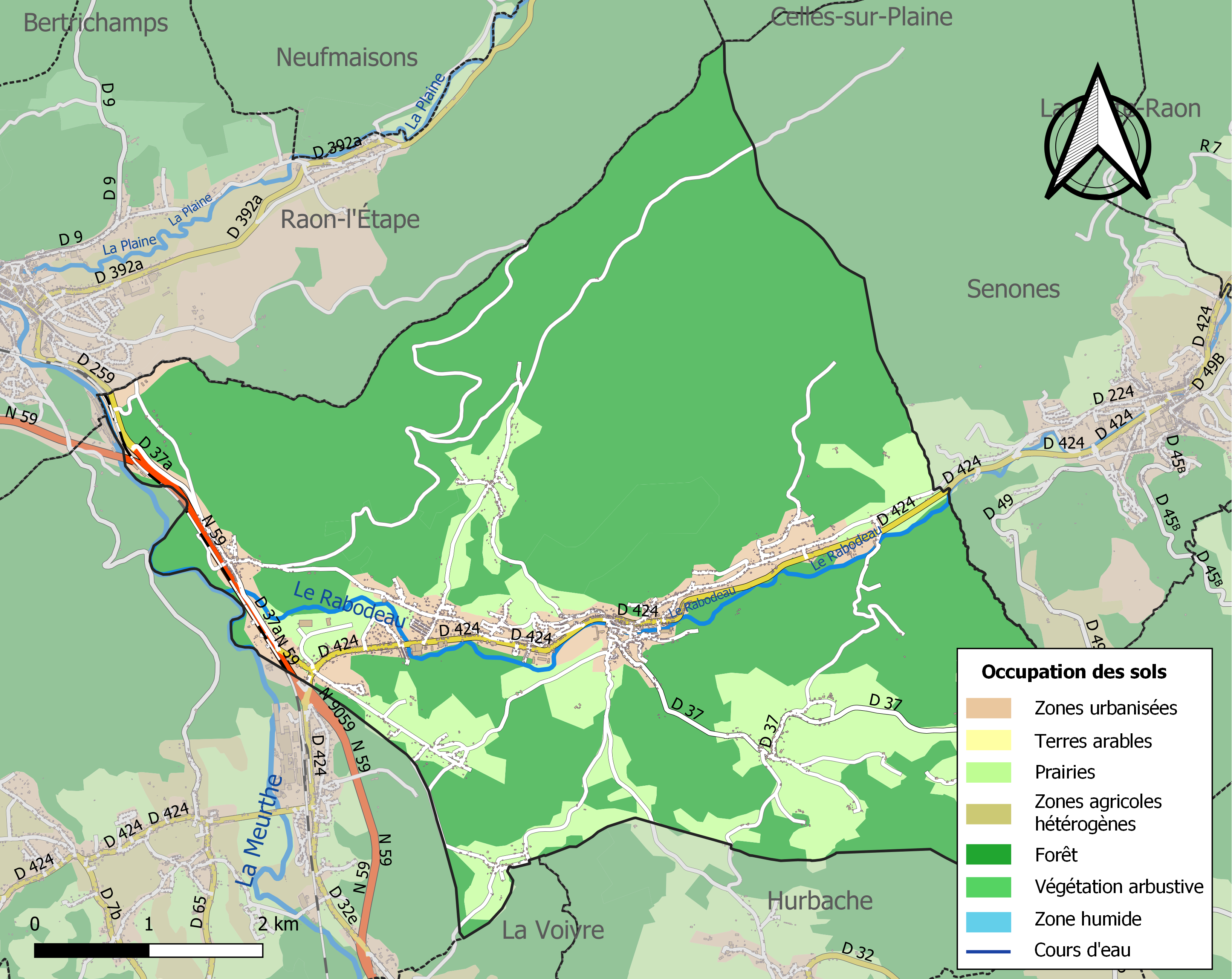
Carte des infrastructures et de l'occupation des sols de la commune en 2018 (CLC).

## Toponymie
Le nom de la localité est attesté sous les formes Meieni Monasterium (870) ; Medianum Monasterium (974) ; Medii Monasterii … abbatiam (982) ; Abb. cænobii Medianensis (1057) ; Monachis Medii cænobii (1134) ; Moienmoustier (1243) ; Moienmostier (1243) ; Moiemmoistier (1248) ; Mouenmostier (1268) ; Mouon Mostier (1268) ; Moynmoustier (1284) ; Moyenmostier (1289) ; Moienmosteir (1302) ; Moiemostier (1329) ; Moyenmonstier (1341) ; Moiemostier (XIVe siècle) ; Meigemünster (1402) ; Meygemunster (1405) ; Mimoustier (1434) ; Meimünster (1521) ; Moyenmonster (1661) ; Moyenmoutier (1793).

Il s'agirait, ici, d'une variante phonétique d'un nom gaulois du « marais », dont la forme non mutée est reconnaissable dans Moyenmoutier, sur une boucle marécageuse sur le Rabodeau, affluent de la Meurthe. 
Le nom de Moyenmoutier peut être interprété comme : « monastère médian ».

À la fin du VIIe siècle, saint Hidulphe fonde un monastère à mi-chemin entre les deux monastères plus anciens de Senones et Etival, et donc dénommé medianum monasterium. Le nom de Moyenmoutier en dérive directement, car Moutier, comme Moustier ou Monthier, est une forme du latin ecclésiastique monasterium, forme qui a subsisté jusqu'au XVIIe siècle. Elle entre dans le nom de nombreux lieux et communes en France. Par exemple on trouve le nom de « Vieux Monthier », sur le territoire de la commune de Noyers-Auzécourt (Meuse) où se trouvait autrefois un monastère déplacé en 1168 à Posesse (Marne). Le nom perdure près de 900 ans plus tard !

## Voie de communication et transports
Jusque 1982, Moyenmoutier était desservie par le chemin de fer du Rabodeau.

## Histoire
Le hameau de Saint-Blaise est un point de passage de la Voie des Saulniers gallo-romaine menant de Grand au Rhin. La « rue de la saline » reliant ce hameau au centre-ville rappelle d'ailleurs l'usage antique de ce chemin.
L'étymologie du nom de la commune provient évidemment de l'abbaye de Moyenmoutier : le monastère (moustier), fondé en 671 par saint Hydulphe, était à mi-distance de ceux de Senones à l'est, d'Étival à l'ouest, de Saint-Dié au sud et de Bonmoutier (à Val-et-Châtillon) au nord. Cet ensemble forme ce qu'on nomme depuis l'époque moderne la croix sacrée de Lorraine ou croix monastique des Vosges. Saint Spinule, originaire de Bégoncelles (futur hameau de Saint-Blaise) deviendra en 707 à la mort d'Hydulphe, le nouvel abbé et construira réellement une première abbaye et développera l'embryon monastique laissé par son prédécesseur. 
En 915, les Magyars pillèrent et incendièrent l'abbaye qui fut reconstruite vers 960. Un moine issu de l'abbaye bénédictine, Humbert de Moyenmoutier, envoyé du pape Léon IX à Byzance fut l'un des acteurs majeurs du grand schisme de 1054. Au XIe siècle, les sires de Haute-Pierre obtiennent du duc de Lorraine suzerain la charge d'avouerie sur l'abbaye. Au XIIe siècle, Aubert de Parroy bâtit sur le rocher de la Haute-Pierre un château qui fut détruit au siècle suivant, sur l'ordre du duc de Lorraine.
Le monastère rythme la vie de la communauté locale et subit les vicissitudes des siècles qui passent. Le régime de la commende le laisse dans un triste état à la fin du XVIe siècle. L'abbé commendataire d'alors, Éric de Lorraine, qui est aussi abbé du monastère Saint-Vanne de Verdun et évêque de cette même ville, entreprend de redonner une vie régulière aux moines de ses maisons. Il confie la réforme à Dom Didier de La Cour. En 1604, le pape Clément VII approuve la constitution de la Congrégation de Saint-Vanne et Saint-Hydulphe dont les têtes sont les deux abbayes de Saint-Vanne à Verdun et de Moyenmoutier. Participant pleinement au mouvement de la Contre-Réforme catholique, cette congrégation, territorialement limitée à l'aire d'une Lorraine alors indépendante, donnera naissance à la congrégation française de Saint-Maur, restée bien plus célèbre.

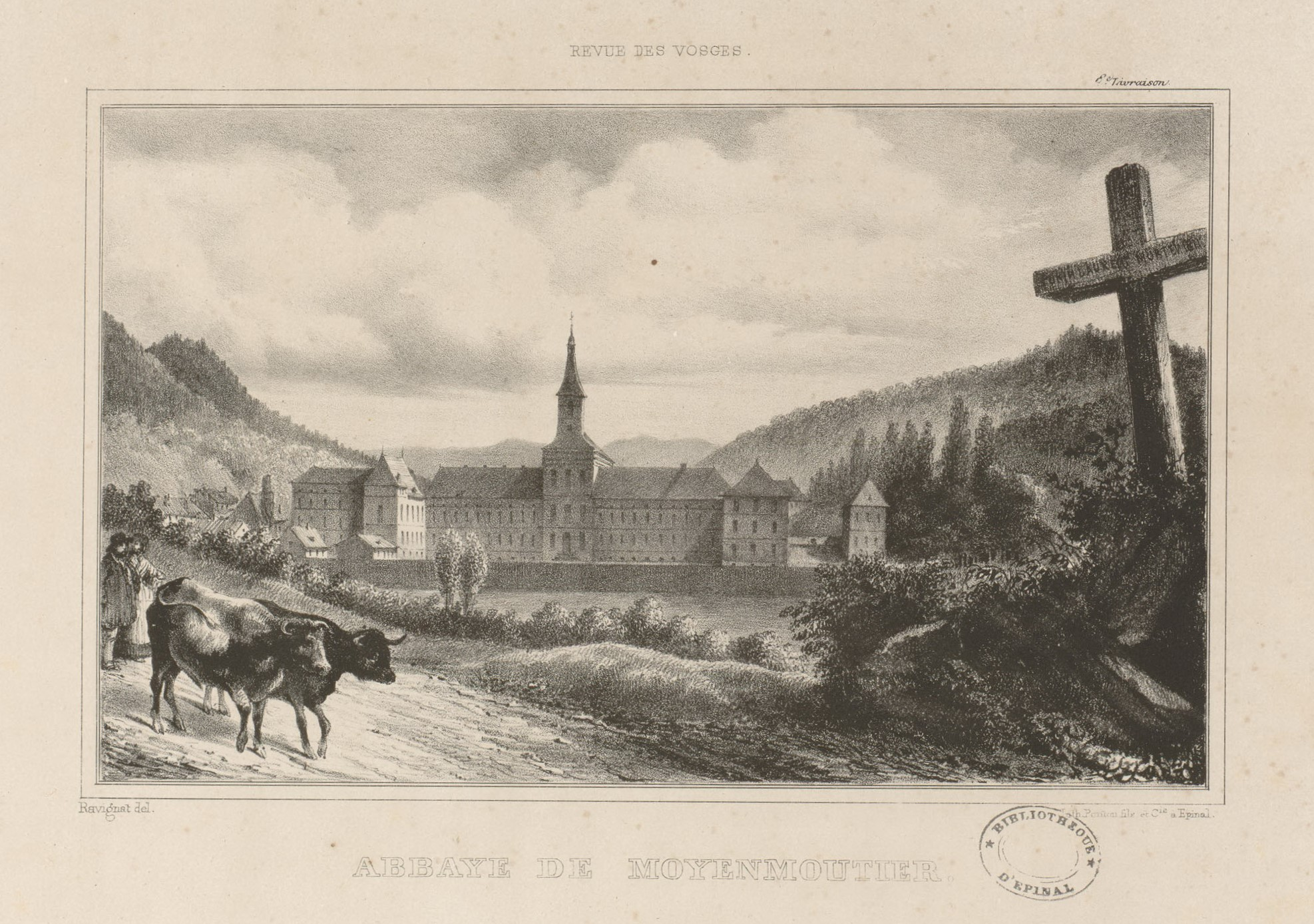
L'abbaye de Moyenmoutier, E. Ravignat, 1841.

Le XVIIIe siècle est l'âge d'or de l'abbaye avec comme professeur de philosophie et d'Écriture Sainte le célèbre Dom Augustin Calmet qui deviendra abbé du monastère voisin de Senones.
La Révolution française sonne le glas de la vie monacale et le bruit des machines remplace le chant des moines. Devenu bien national, le site est la "première filature mécanique de coton installée dans le département des Vosges".
Ainsi, la commune connaît une époque prospère au XIXe siècle et au début du XXe siècle grâce à l'industrie textile. Celle-ci est importée ici en 1806 par un Anglais, John Heywood, pionnier du coton dans les Vosges, dont les installations industrielles seront par la suite reprises par la société du baron Aimé-Benoît Seillière (1776-1860) et son cousin Benoît-Aimé Seillière, puis le  fils de ce dernier, Nicolas-Ernest Seillière (1805-1865), puis Vincent Ponnier et Cie, sociétés également propriétaires d"établissements similaires à Senones (manufacture Saint-Maurice notamment).
La crise de ce secteur a entraîné un net recul démographique.

### La Première Guerre mondiale
Au cours de la Première Guerre mondiale, Moyenmoutier ne connaîtra pas réellement l'occupation. Seuls 15 jours en septembre 1914 virent la présence des soldats de Guillaume II dans la commune. Son fils, le Kronprinz Guillaume, aurait visité pendant cette période les troupes occupant la localité. La ligne de front sera contenue sensiblement à la limite territoriale avec Senones. La commune sera très souvent sous le feu des bombardements allemands, notamment depuis les positions allemandes qui surplombent Senones. Plusieurs civils sont victimes de ces faits de guerre. Quelques familles sont évacuées vers d'autres départements français. Le hameau de La Chapelle, du fait de sa proximité de La Forain et de La Fontenelle sera particulièrement soumis aux bombardements ennemis. Moyenmoutier servira de base de l'arrière. Les militaires français cantonnent, notamment dans le vallon de Ravines, à proximité de Malfosse. À cet endroit un petit hôpital de campagne est aménagé. Un cimetière y est aussi construit.
Sur la place de l'Hôtel-de-Ville, la Croix Rouge américaine installe, courant 1917, un "stand" qui distribue des boissons chaudes et quelque nourriture aux soldats de retour du front ou qui y montent. Les habitants de la commune profitent eux aussi de ces distributions. Ce point de ravitaillement est tenu par le lieutenant américain Thomas Plummer qui décédera le 24 novembre 1918 à l'hôpital de Raon-l'Étape. Sa dépouille est enterrée au cimetière de Moyenmoutier. Une plaque commémorative est apposée sur la façade de l'hôtel de ville.
La commune a été décorée en 1921 de la croix de guerre 1914-1918.
Le monument aux morts de la commune sera inauguré le 6 mai 1923. Il compte près de 250 noms de victimes militaires et civiles, pour la Première Guerre mondiale.

### La Seconde Guerre mondiale
Au cours de la Seconde Guerre mondiale, l'invasion de la commune par l'armée allemande a lieu le 17 juin 1940. Nombre d'hommes valides enrôlés pour la drôle de guerre se retrouvent prisonniers, l'économie tourne au ralenti. Des jeunes de la commune font des actions de résistance, avec les membres de groupes locaux des vallées du Rabodeau et de la Plaine dont notamment le GMA Vosges. Des déportations sont à déplorer.

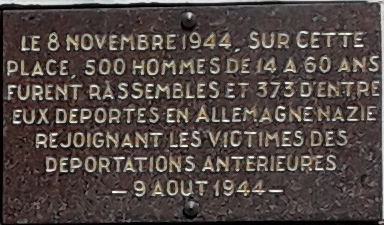
Plaque commémorant la Déportation Août 1944.

Le 22 octobre 1944, après avoir été torturés à l'école du Vivier à Étival, un parachutiste anglais participant à l'opération Loyton et treize patriotes français sont massacrés dans le vallon de Ravines proche de Saint-Prayel, écart au nord de Moyenmoutier.
Il s'agit de :
- Louis François, conservateur des Eaux et Forêts à Saint-Dié
- Jean-François Pelet, inspecteur des Eaux et Forêts à Saint-Dié
- Paul Caël, exploitant forestier à Saint-Remy
- Paul Duprey, adjudant-chef à La Salle
- René Folcher, garde forestier à La Bourgonce
- Alfred Gaxotte, instituteur à La Bourgonce
- Paul Gérard, brigadier des Eaux et Forêts à Saint-Benoît-la-Chipotte
- Silly Grenwley, lieutenant parachutiste anglais
- Georges Hanus, garagiste à Étival
- Louis Kopf, chef de district à Saint-Benoît-la-Chipotte
- Jean Marcelli, garde forestier à Saint-Benoît-la-Chipotte
- Camille Marotel, garde forestier à Saint-Benoît-la-Chipotte
- Maurice Millotte, brigadier des Eaux et Forêts à La Salle
- Hugues Perrin, ingénieur ECP à Nancy

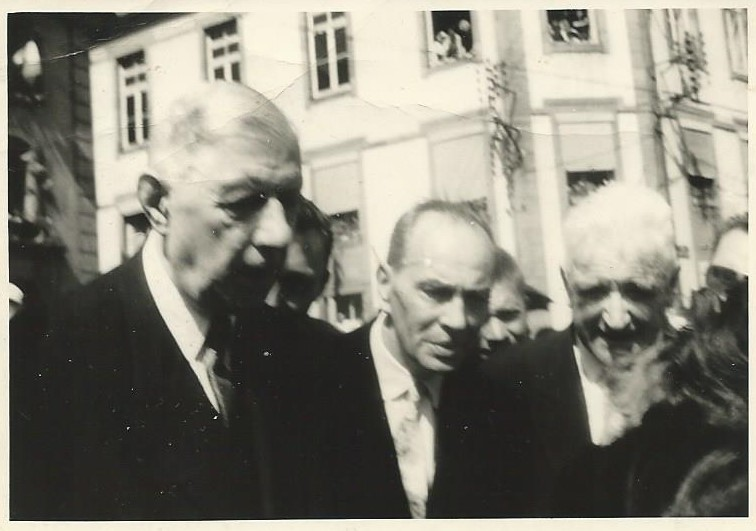
Le président de la République, le maire et son premier adjoint.

Les deux premiers suppliciés furent retrouvés enterrés près de la scierie de commune proche du ruisseau des Devis. Les autres furent massacrés dans la scierie de Barodet qui fut incendiée après les faits. Leurs restes, mélangés, ont été inhumés au cimetière de Moyenmoutier. Un monument inauguré en ces lieux le 27 octobre 1946 perpétue le souvenir de ces victimes.
De nombreuses déportations eurent également lieu au cours de ce deuxième conflit mondial.
La libération de Moyenmoutier intervint le 24 novembre 1944 avec l'arrivée de la 100e division US.
Lors d'une visite officielle en Lorraine du 30 juin au 2 juillet 1961, le général de Gaulle président de la République fit un arrêt à Moyenmoutier. Il fut accueilli par le maire Marcel Guy et son premier adjoint Robert Liron.

## Politique et administration

### Budget et fiscalité 2022

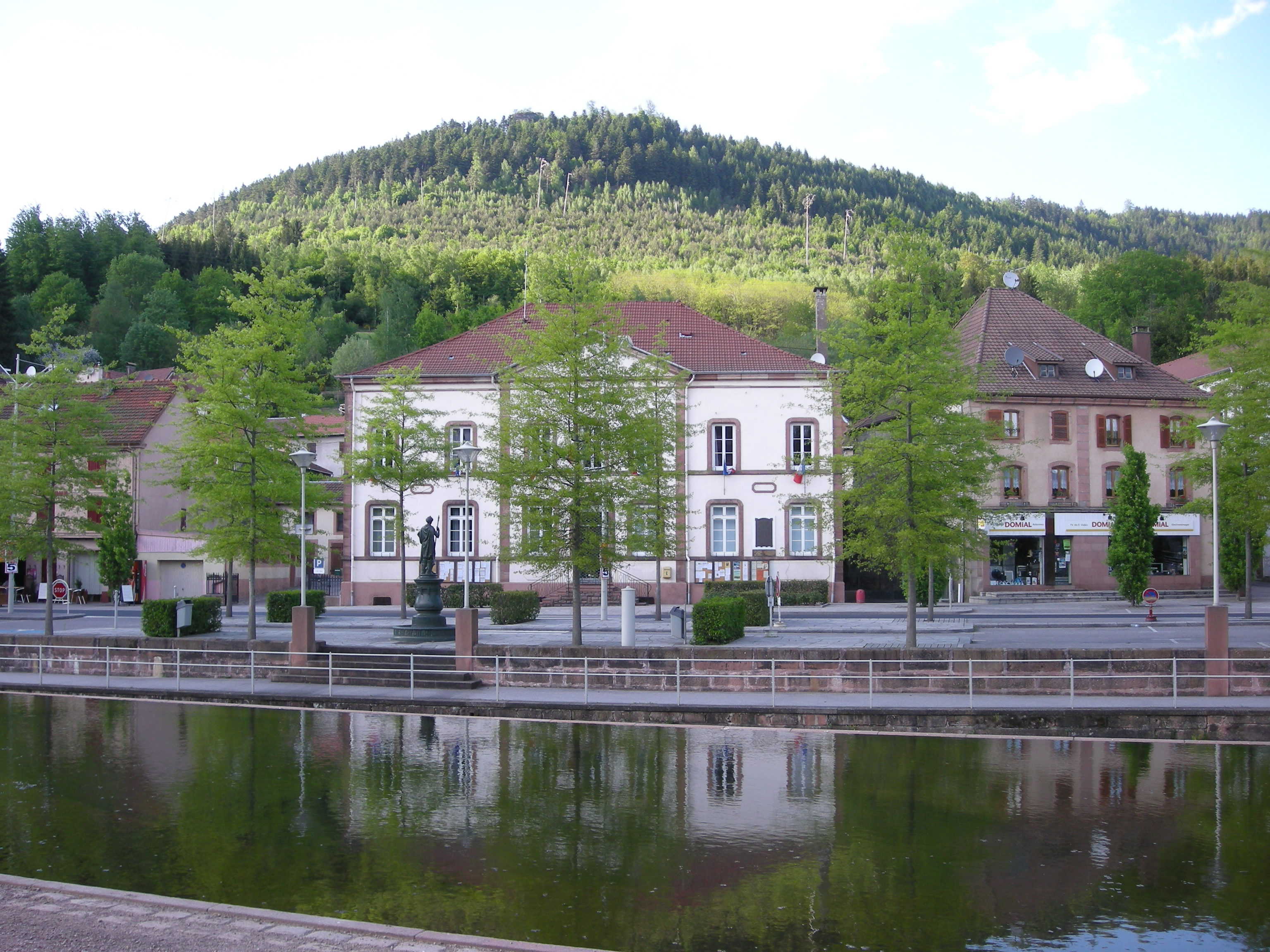
L'hôtel de ville depuis les jardins Dom-Humbert-Belhomme..

En 2022, le budget de la commune était constitué ainsi :
- total des produits de fonctionnement : 2 683 000 €, soit 851 € par habitant ;
- total des charges de fonctionnement : 1 925 000 €, soit 610 € par habitant ;
- total des ressources d'investissement : 1 025 000 €, soit 325 € par habitant ;
- total des emplois d'investissement : 1 176 000 €, soit 373 € par habitant ;
- endettement : 1 760 000 €, soit 558 € par habitant.

Avec les taux de fiscalité suivants :
- taxe d'habitation : 21,72 % ;
- taxe foncière sur les propriétés bâties : 44,12 % ;
- taxe foncière sur les propriétés non bâties : 35,26 % ;
- taxe additionnelle à la taxe foncière sur les propriétés non bâties : 0,00 % ;
- cotisation foncière des entreprises : 0,00 %.

Chiffres clés Revenus et pauvreté des ménages en 2021 : médiane en 2021 du revenu disponible, par unité de consommation : 20 560 €.

### Liste des maires
Cette liste comprend les maires élus et/ou désignés à compter de la Révolution française et au sens des lois édictées depuis lors. Auparavant, des titres de maire existaient à Moyenmoutier, mais qui ne recouvraient pas les mêmes charges et prérogatives. Les personnes concernées ne sont pas citées ici.

### Jumelage
La ville est jumelée depuis 1985 avec  Oberthal (Sarre) (Allemagne).

## Population et société

### Démographie

#### Évolution démographique
L'évolution du nombre d'habitants est connue à travers les recensements de la population effectués dans la commune depuis 1793. Pour les communes de moins de 10 000 habitants, une enquête de recensement portant sur toute la population est réalisée tous les cinq ans, les populations de référence des années intermédiaires étant quant à elles estimées par interpolation ou extrapolation. Pour la commune, le premier recensement exhaustif entrant dans le cadre du nouveau dispositif a été réalisé en 2004.

En 2022, la commune comptait 3 003 habitants, en évolution de −7,23 % par rapport à 2016 (Vosges : −2,96 %, France hors Mayotte : +2,11 %).
| 1793  | 1800  | 1806  | 1821  | 1831  | 1836  | 1841  | 1846  | 1856  |
| ----- | ----- | ----- | ----- | ----- | ----- | ----- | ----- | ----- |
| 1 519 | 1 553 | 1 655 | 1 922 | 2 249 | 2 200 | 2 316 | 2 595 | 2 491 |

| 1861  | 1866  | 1872  | 1876  | 1881  | 1886  | 1891  | 1896  | 1901  |
| ----- | ----- | ----- | ----- | ----- | ----- | ----- | ----- | ----- |
| 2 766 | 2 784 | 2 788 | 3 339 | 3 465 | 4 005 | 4 162 | 4 479 | 4 698 |

| 1906  | 1911  | 1921  | 1926  | 1931  | 1936  | 1946  | 1954  | 1962  |
| ----- | ----- | ----- | ----- | ----- | ----- | ----- | ----- | ----- |
| 4 897 | 5 108 | 4 277 | 4 520 | 4 378 | 4 266 | 3 814 | 4 521 | 4 188 |

| 1968  | 1975  | 1982  | 1990  | 1999  | 2004  | 2006  | 2009  | 2014  |
| ----- | ----- | ----- | ----- | ----- | ----- | ----- | ----- | ----- |
| 4 148 | 3 854 | 3 498 | 3 304 | 3 350 | 3 338 | 3 350 | 3 278 | 3 274 |

| 2019  | 2022  | - | - | - | - | - | - | - |
| ----- | ----- | - | - | - | - | - | - | - |
| 3 089 | 3 003 | - | - | - | - | - | - | - |

### Enseignement
Établissements d'enseignements :
- Écoles maternelles et primaires à Moyenmoutier, Étival-Clairefontaine, Hurbache, Senones.
- Collèges à Senones, Raon-l'Étape, Saint-Dié-des-Vosges.
- Lycées à Raon-l'Étape, Saint-Dié-des-Vosges.

### Santé
Professionnels et établissements de santé :
- Médecins à Moyenmoutier, Étival-Clairefontaine, Senones, Raon-l'Étape.
- Pharmacies à Moyenmoutier, Étival-Clairefontaine, Senones, Raon-l'Étape.
- Hôpitaux à Senones, Raon-l'Étape, Badonviller, Baccarat.

### Cultes
- Culte catholique, Paroisse Saint-Maurice-du-Rabodeau[36], Diocèse de Saint-Dié.

## Économie

### Entreprises et commerces
L'économie de Moyenmoutier a été très marquée par l'industrie textile qui y a laissé des traces encore bien visibles.
À la Révolution, des industriels achetèrent les bâtiments abbatiaux pour y « battre le coton ».
Le XIXe siècle a vu se développer un certain nombre d'unités de production. On trouvait en plus des ateliers de traitement du coton brut, des filatures, des tissages et des ateliers de teinture et d'apprêt.
Ces usines passèrent entre plusieurs mains : Heywood, Sellières, Vincent-Ponnier, Kempf, Boussac. Sellières et Vincent-Ponnier avaient créé la Manufacture de Saint-Maurice, qui regroupait des usines à Moyenmoutier, mais aussi à Senones. D'autres industriels textiles s'installèrent eux aussi dans la commune, au Rabodeau par exemple. Il faut noter également qu'au XIXe siècle, nombre de particuliers travaillaient à façon à domicile et possédaient chez eux des métiers à tisser. Souvent les revenus de cette activité permettaient d'aider financièrement les petits cultivateurs nombreux à l'époque.
Marcel Boussac a été le dernier grand industriel textile de la commune et même au-delà de la vallée du Rabodeau, voire du département des Vosges. À sa mort, ses sociétés périclitèrent et disparurent, à la fin des années 1970. Rachetées par la société Agache-Willot, les usines fermèrent rapidement au cours de la décennie 1980. On y implanta notamment une unité de fabrication de couches pour bébés (marque Peaudouce) puis des meubles ou des éléments de mobilier (Abramante) ainsi qu'une unité de traitement et de conditionnement de coton pour fabrication de pansements (Socovosges).
À l'entrée de la vallée, au lieu-dit la Pépinière, une usine s'installa après la Seconde Guerre mondiale (en 1948) qui fabriquait des bâtiments préfabriqués en bois et fibro-ciment, les établissements Lécorché. Ceux-ci fermèrent en 1978.

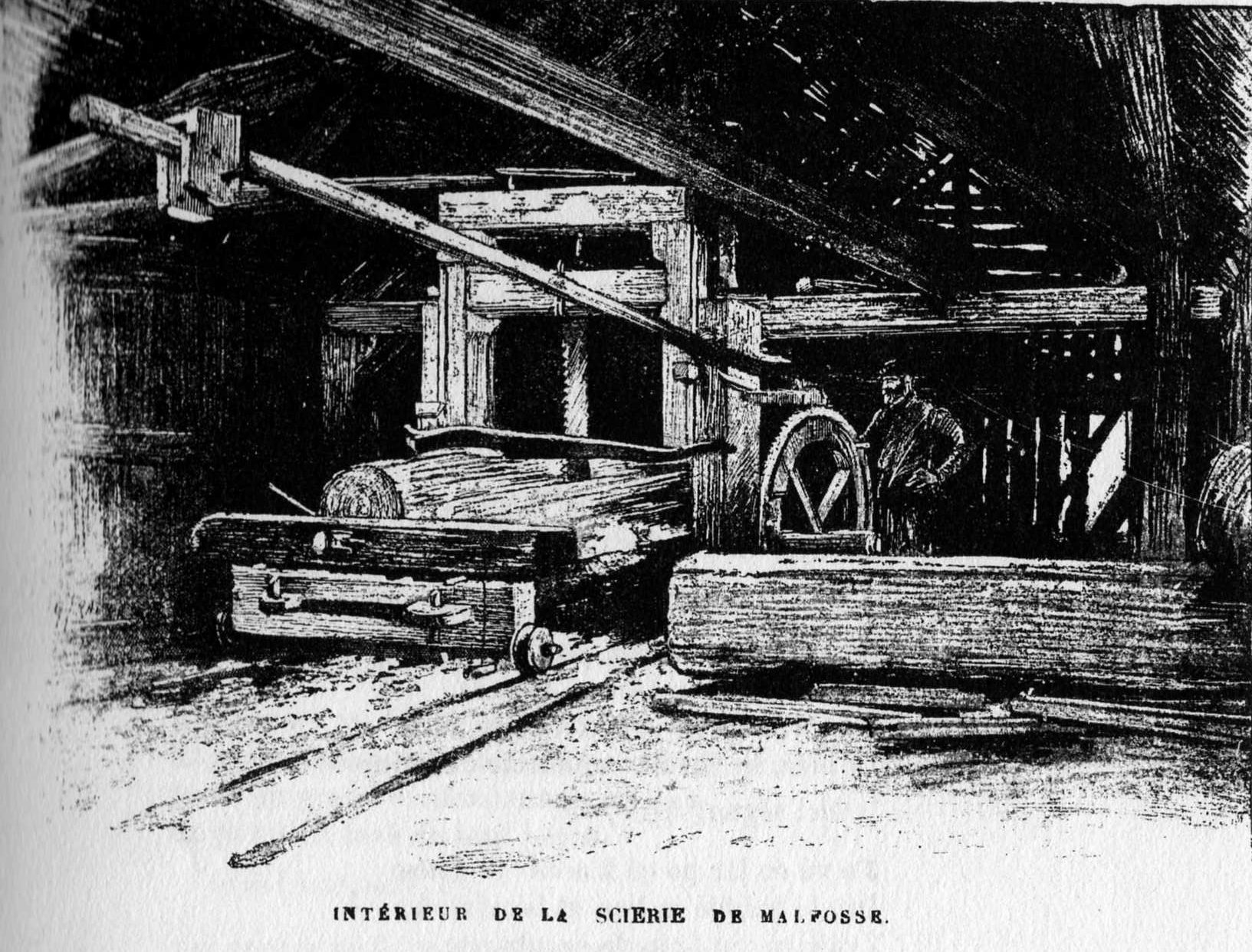
Haut-fer de Malfosse à la fin du XIXe siècle.

À noter également une autre forme d'activité industrielle ou plutôt presque d'artisanat, les scieries. Dès le XVIe siècle, plusieurs de ces établissements ont été installés à Moyenmoutier. Le secteur où l'on rencontrait le plus de ces scieries était la vallée de Ravines. Nombre de celles-ci étaient implantées sur ce petit ruisseau, jusque loin dans la forêt. Elles furent florissantes jusqu'à la fin du XIXe siècle. La dernière, située dans la partie basse du cours d'eau était à Ravines, proche de Saint-Blaise.
À noter que le ruisseau permettait le transport par transport par flottage du bois des bois travaillés ou bruts. Ce travail était effectué par des hommes les voileurs appelés en patois vosgien les Oualous, dont le port d'attache était Raon-l'Étape. De plus, l'eau du ruisseau permettait d'entraîner les roues à aubes des moulins de scie. Quelques autres scieries existaient à Moyenmoutier. La dernière en activité dans la commune se trouvait rue du Pair, la scierie Marlier. Elle a fermé au cours des années 1980. Certaines usines (celle de Géroville notamment) étaient équipées de turbines destinées à produire de l'électricité.
L'eau a eu aussi un rôle significatif dans l'industrie textile à Moyenmoutier.
Elle apportait l'énergie nécessaire à cette activité, mais surtout elle alimentait les unités de traitement des tissus, soit pour la teinture ou les apprêts. Des aménagements furent construits sur les rivières ou les ruisseaux. Des vannes et des prises d'eau marquent encore le cours du Rabodeau (à la Prelle, à Géroville et au Rabodeau) ou du ruisseau du Pair.

#### Agriculture
- Culture de fruits à pépins et à noyau.
- Reproduction de plantes.
- Récolte de produits forestiers non ligneux poussant à l'état sauvage.
- Élevage de vaches laitières.
- Élevage d'autres bovins et de buffles.
- Élevage d'autres animaux.

#### Tourisme
- Hébergements et restauration à La Voivre, Senones, Denipaire, Raon-l'Étape, Baccarat.

#### Commerces
- Commerces et services de proximité.

## Culture locale et patrimoine

### Lieux et monuments
Monuments religieux

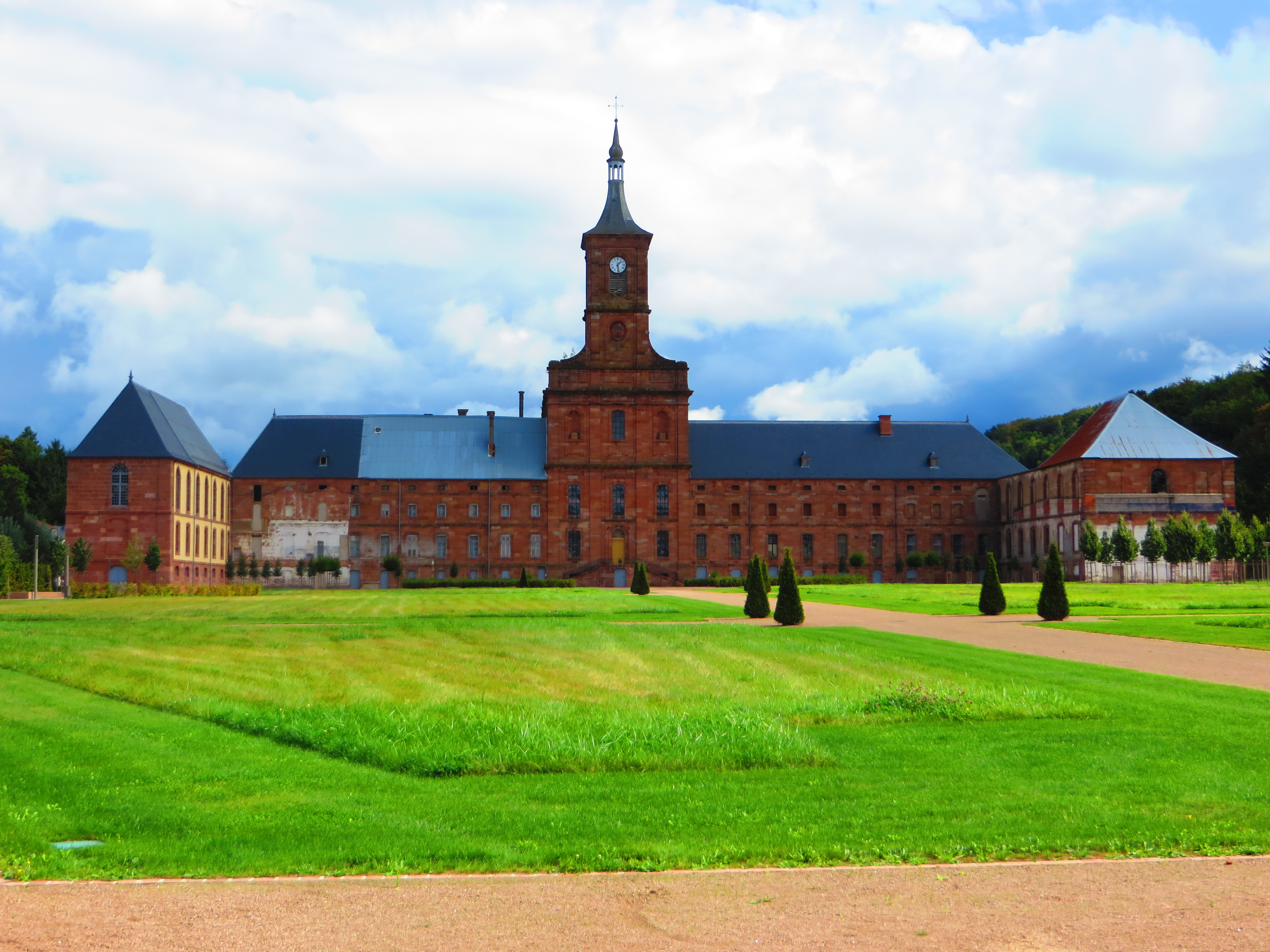
L'abbaye.

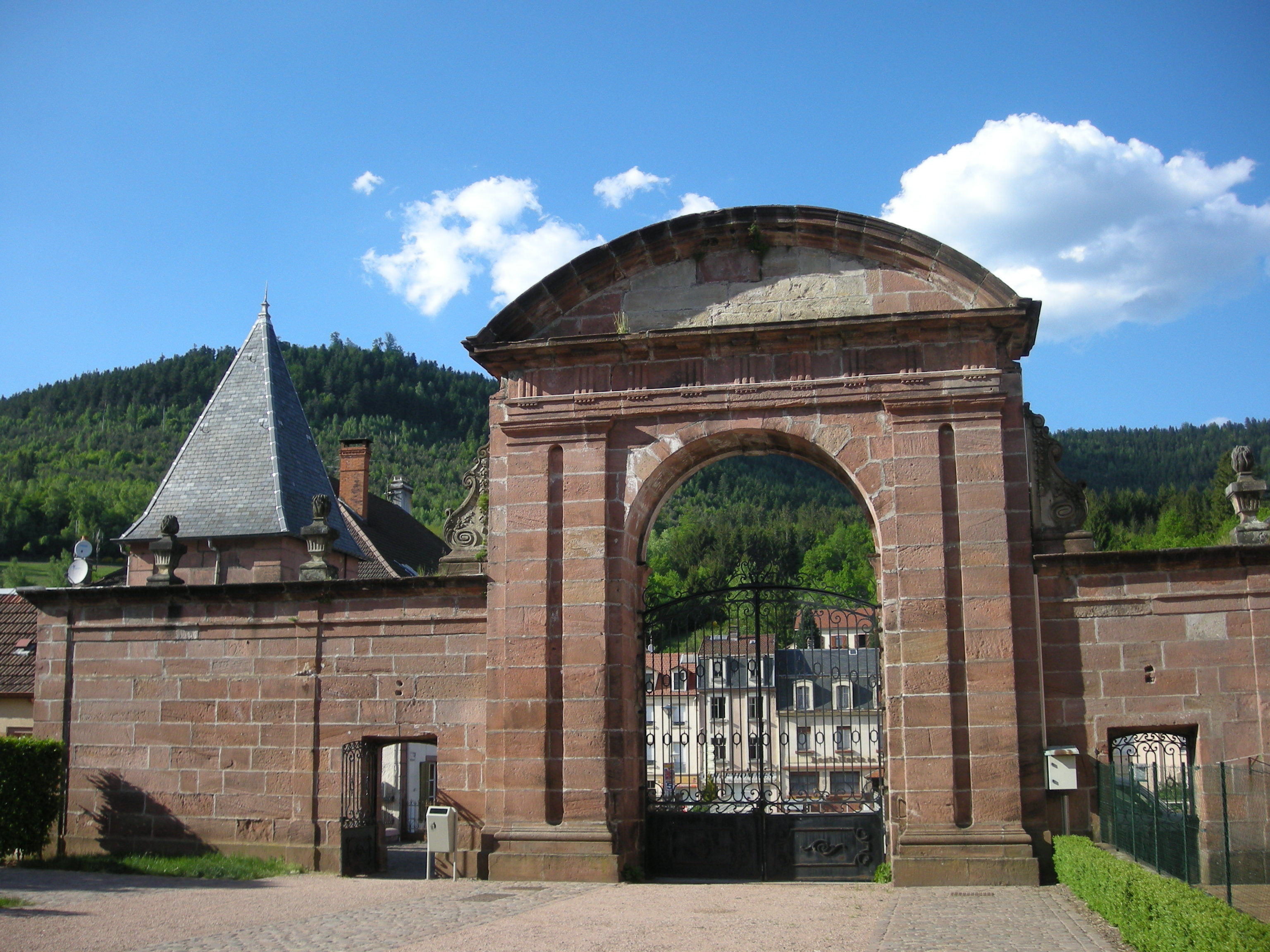
Le portail d'enceinte de l'abbaye.

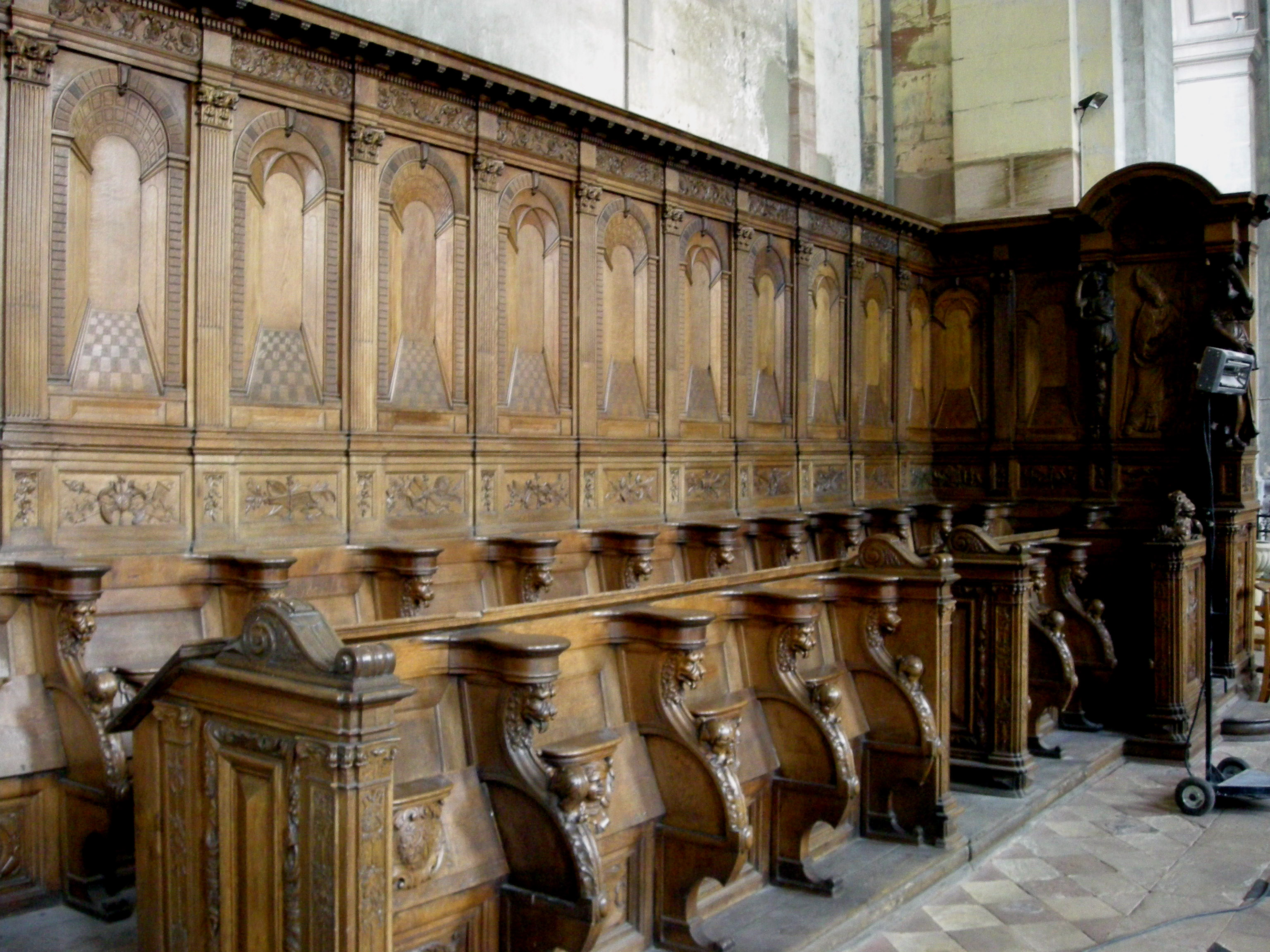
Les stalles du XVIIe siècle.

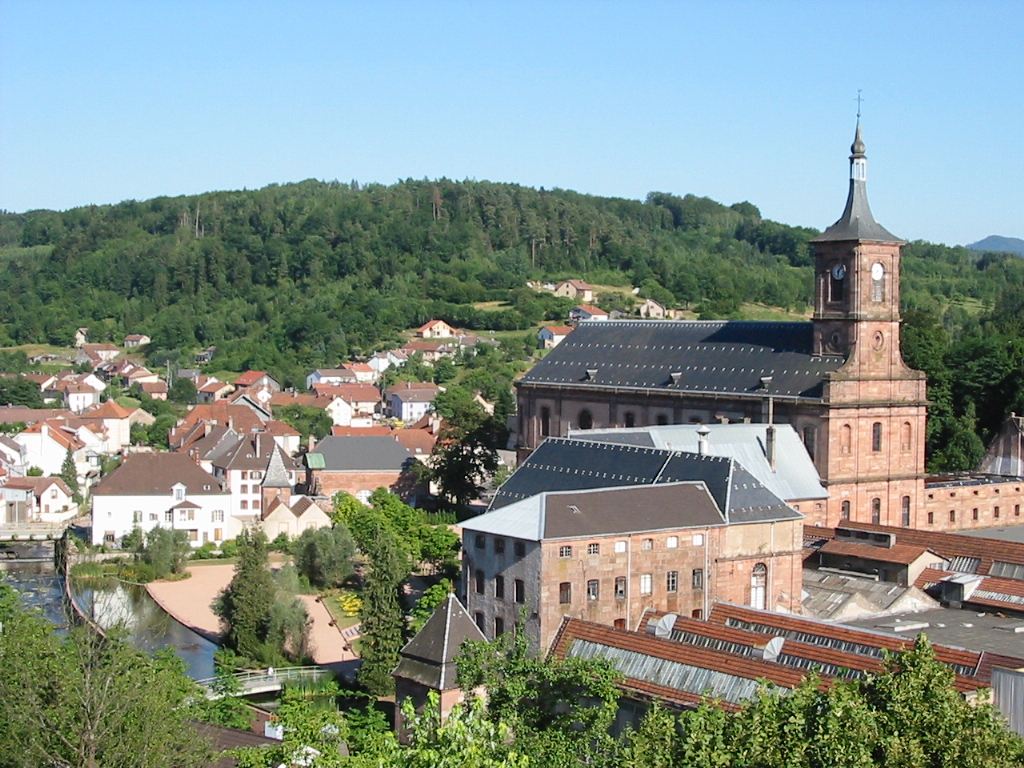
Le centre : la rivière, l'abbaye et l'usine.

- Abbaye Saint-Hydulphe de Moyenmoutier conservée presque intégralement[39]. L'église abbatiale est classée au titre des monuments historiques par liste en 1840 puis par arrêté le 10 septembre 1913. Les anciens bâtiments conventuels du XVIIIe siècle, le portail et les jardins de l'abbaye sont classés par arrêté du 30 septembre 1994[39].
- Église Saint-Hydulphe[40],[41],[42] du XVIIIe siècle. Vaste vaisseau abritant notamment des stalles du XVIIe siècle, elle recèle également de grandes orgues[43],[44],[45],[46],[47], copie fin XIXe siècle de l'instrument ancien déménagé au XIXe siècle à la cathédrale de Saint-Dié, où il subit en novembre 1944 le même sort funeste que cet édifice. Il s'agit de l'un des plus grands édifices de ce genre en Lorraine.
- Chapelle Saint Grégoire, l'oratoire Saint-Grégoire est en fait une chapelle funéraire[48]. Situé à 200 m environ à l'est de l'église, dans l'ancien cimetière aujourd'hui transformé en espace vert, rue du Tambour. Il contient une cuve en grès rose, sarcophage qui selon la légende locale serait le premier tombeau de saint Hydulphe. Ce bâtiment et ses abords viennent d'être restaurés au cours de l'année 2011.
- La croix[49] et la chapelle de Malfosse[50]. Située dans la forêt domaniale de Moyenmoutier, à proximité de la vallée de Ravine. Cet ancien ermitage[51] est un lieu de pèlerinage ancien où la tradition voulait que l'on porte les enfants mort-nés. Quelques légendes existent à ce sujet. Une ancienne chapelle a été rénovée et agrandie au début des années 1920 pour exaucer un vœu du curé de la paroisse (Varenne) fait à la Vierge en remerciement de la protection apportée à la commune pendant la Première Guerre mondiale. Traditionnellement, des pèlerins s'y rendent encore chaque année le jeudi de l'Ascension pour y écouter une messe et faire un pique-nique.
- La chapelle Saint-Blaise à Saint Blaise.
- La chapelle du hameau La Chapelle, angle rue de la Fonenelle et rue de la Chapelle.
- Les monuments commémoratifs[52],[53].
- La salle du Royaume des Témoins de Jehovah.

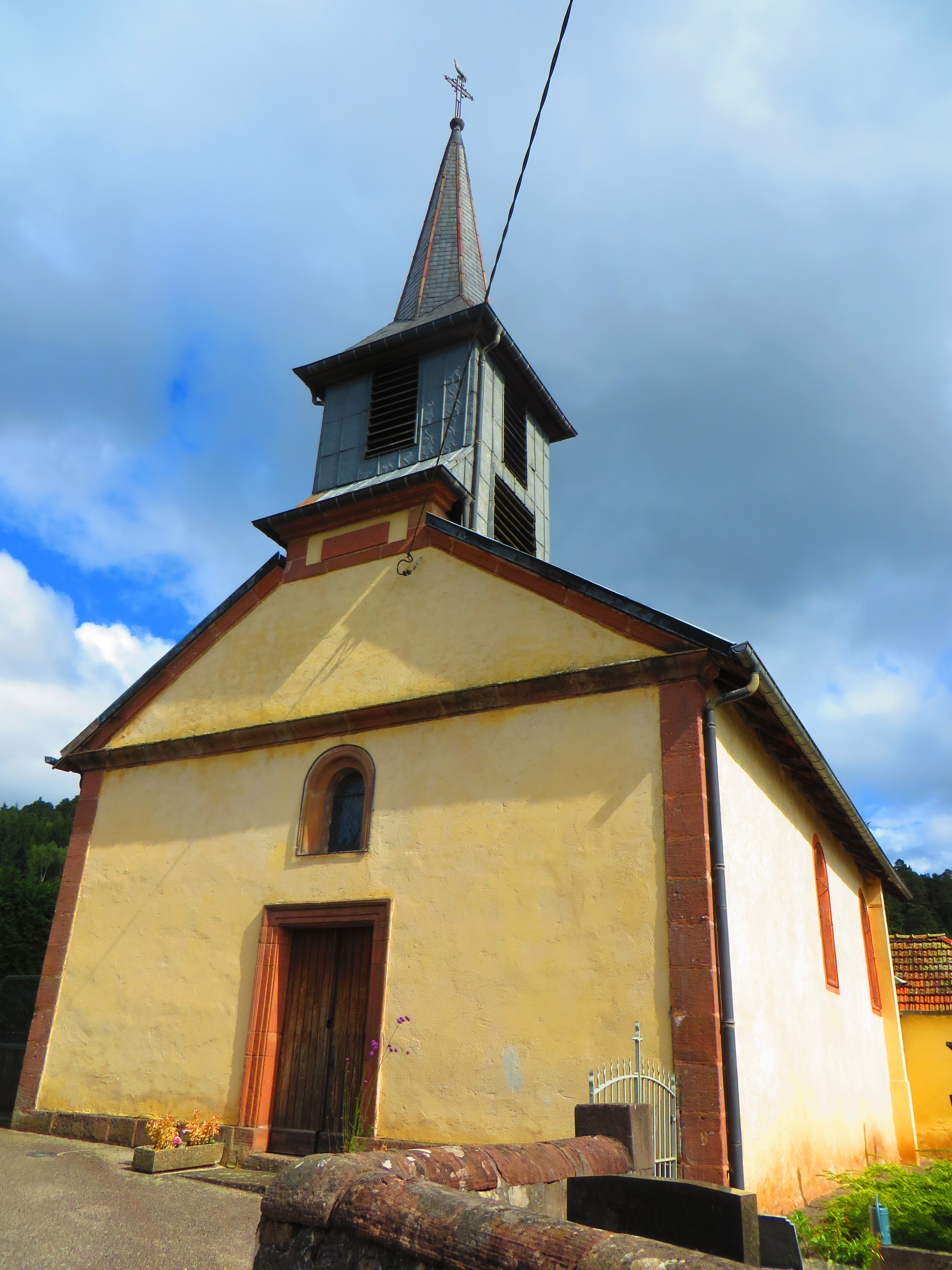
Chapelle de Saint Blaise
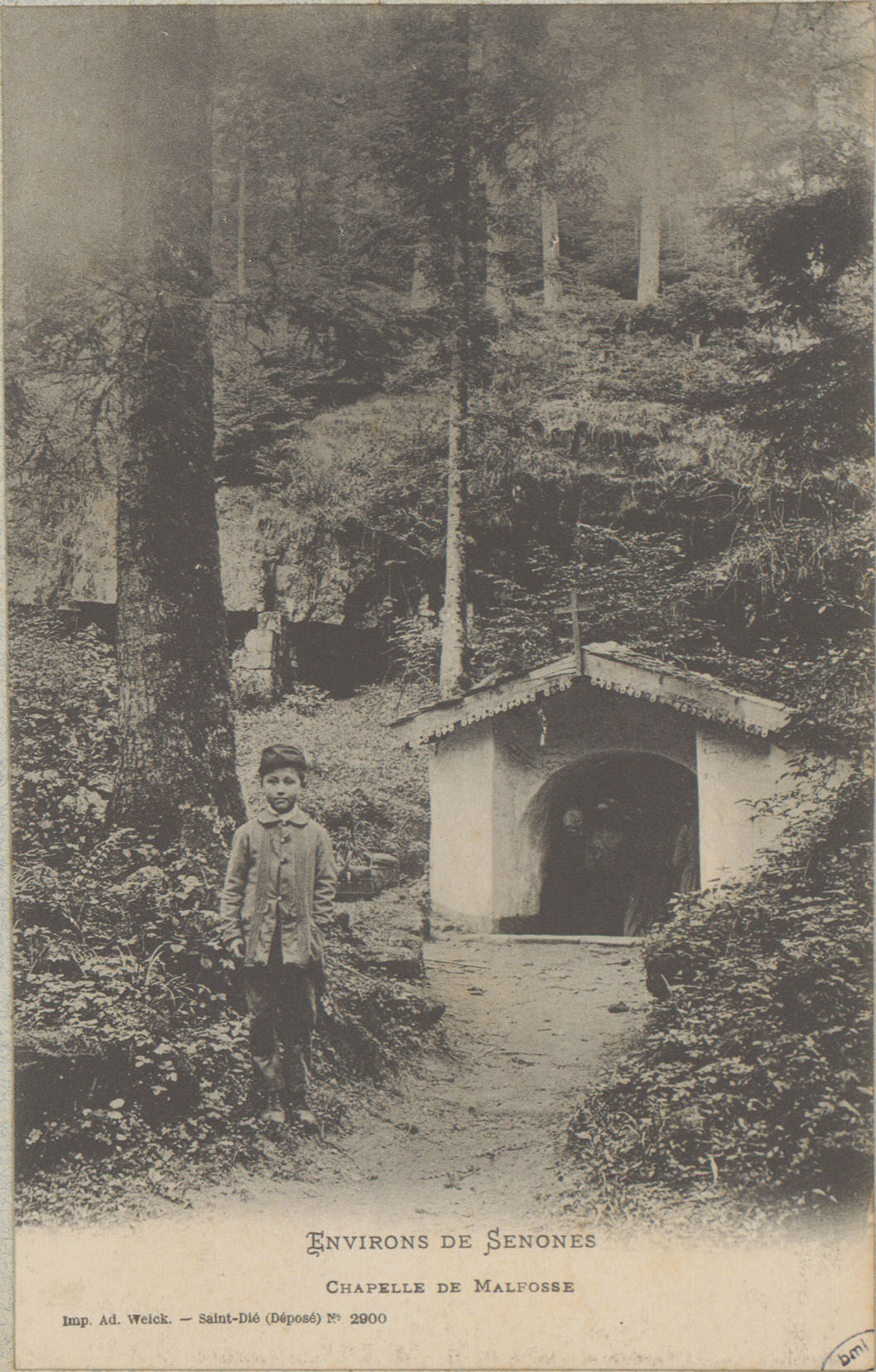
Chapelle de Malfosse (Adolphe Weick).
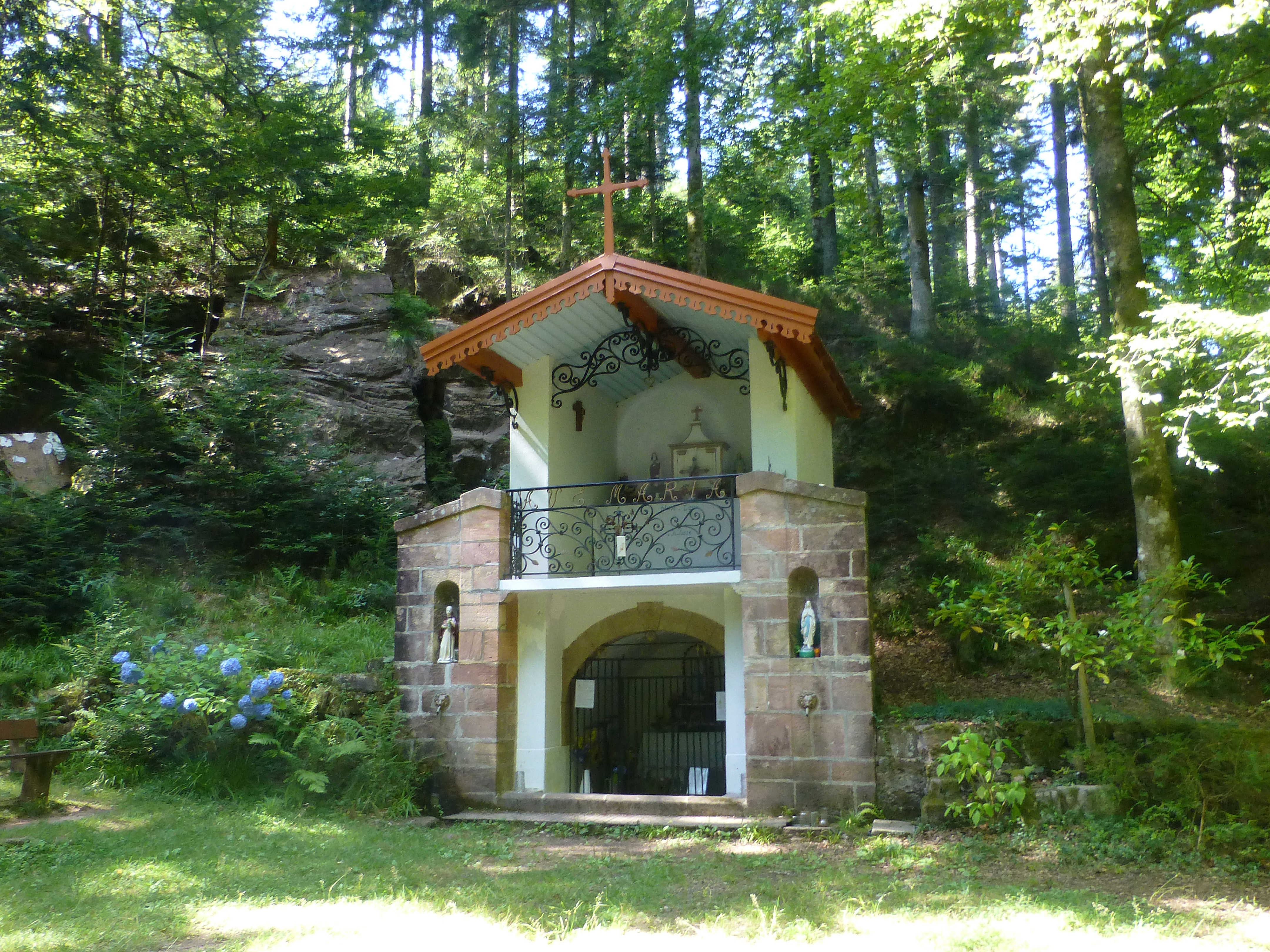
Chapelle de Malfosse
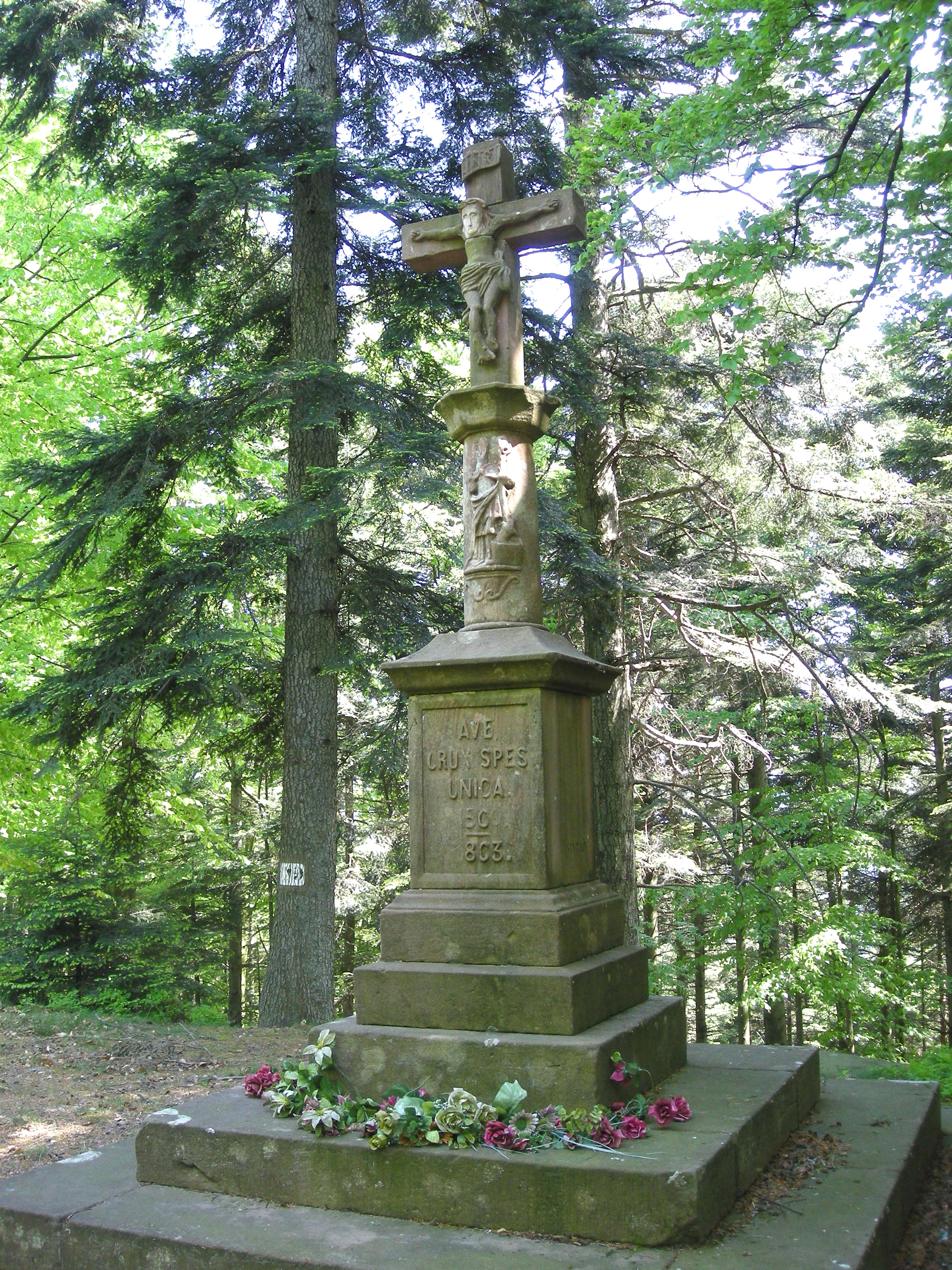
Croix de Malfosse

Autres lieux
- L'hôtel de ville et la fontaine de Minerve[54].
- Train à vapeur du Rabodeau : Moyenmoutier était la seule gare intermédiaire de la ligne à vapeur touristique joignant Étival-Clairefontaine à Senones, à mi-chemin de ce parcours de 18 km effectué en 30 minutes. La ligne avait été abandonnée par la société d'économie mixte exploitant le trafic, mais jusqu'en 1982 une association d'amateurs passionnés (A.L.E.M.F.) l'avait entretenue et l'ouvrait au public un week-end sur deux à la belle saison. Ce train était utilisé parfois aussi pour diverses fêtes (mariages...). En 1988, à la fin du bail de constitution de la compagnie de chemin de fer, la ligne alors propriété du conseil général des Vosges, a été démantelée. L'emprise des voies a été cédée aux communes. À Moyenmoutier, une promenade  a été aménagée entre le Rabodeau, la Pépinière à l'entrée de la vallée et le Centre, rue du Maréchal-Foch. La gare de Moyenmoutier a, quant à elle, été démolie. À cet emplacement se trouve désormais un établissement de restauration scolaire et un parking.

### Personnalités liées à la commune
- Hydulphe de Moyenmoutier, fondateur de l'abbaye.
- Spinule de Moyenmoutier, 2e abbé.
- Humbert de Moyenmoutier, moine bénédictin du XIe siècle.
- Émile Glay, instituteur syndicaliste.
- Maurice Quinet, peintre, né à Moyenmoutier en 1899 et mort à Saint-Dié en 1970.
- Jean-François Pelet, résistant, mort à Moyenmoutier.

### Héraldique
| Blason | Blasonnement : D'azur au dextrochère de carnation vêtu d'argent tenant une crosse abbatiale d'or en pal, avec son sudarium d'argent. Commentaires : Il s'agit des armoiries de l'abbaye. |